# Théorème d'Apéry
Le théorème d'Apéry, démontré en 1978 par le mathématicien Roger Apéry, affirme que le nombre
où ζ est la fonction zêta de Riemann, est irrationnel. Ce nombre est également surnommé la constante d'Apéry.

## Historique
Euler a démontré que si n est un entier positif, alors
{\displaystyle {\frac {1}{1^{2n}}}+{\frac {1}{2^{2n}}}+{\frac {1}{3^{2n}}}+{\frac {1}{4^{2n}}}+\ldots ={\frac {p}{q}}\pi ^{2n}}
pour un certain rationnel p/q. Plus précisément, notant la somme de gauche ζ(2n) (voir l'article Fonction zêta), il a montré que
{\displaystyle \zeta (2n)=|B_{2n}|{\frac {(2\pi )^{2n}}{2(2n)!}}}
où les Bn sont les nombres de Bernoulli (dont il est facile de montrer qu'ils sont rationnels). Une fois démontré que πn est toujours irrationnel, on en déduit que ζ(2n) est irrationnel (et même en fait transcendant) pour tout entier positif n.
On ne connaît pas de telle expression utilisant π pour les valeurs de ζ(m) lorsque m est un entier positif impair ; il est d'ailleurs conjecturé que les quotients {\displaystyle {\frac {\zeta (2n+1)}{\pi ^{2n+1}}}} sont transcendants pour tout entier n ≥ 1. C'est pourquoi il n'avait pas pu être montré que les ζ(2n+1) étaient irrationnels, bien que l'on ait conjecturé qu'ils étaient eux aussi tous transcendants (une conjecture qui englobe les deux précédentes est que les nombres π, ζ(3), ζ(5), ζ(7), … sont algébriquement indépendants sur ℚ).
Cependant, en juin 1978, Roger Apéry (à 62 ans) donna une conférence intitulée Sur l'irrationalité de ζ(3). Il esquissa alors des démonstrations de l'irrationalité de ζ(3), et aussi de ζ(2), par des méthodes n'utilisant pas la valeur π2/6 de cette dernière constante.
À cause de l'allure inattendue de ce résultat et du style blasé et approximatif de la présentation d'Apéry, beaucoup de mathématiciens assistant à cette conférence — en particulier les non-francophones — pensèrent que la démonstration était erronée. Pourtant, trois des spectateurs, Henri Cohen, Hendrik Lenstra et Alfred van der Poorten, estimèrent qu'elle pouvait être rendue rigoureuse.
Deux mois plus tard, ils y parvinrent et, le 18 août, Henri Cohen donna un exposé détaillé de la démonstration d'Apéry ; immédiatement après cet exposé, Apéry lui-même monta sur l'estrade expliquer les motivations heuristiques de sa démarche,.

## La démonstration d'Apéry
La démonstration d'Apéry, s'appuie sur le critère suivant d'irrationalité (dû à Dirichlet) : s'il existe un δ > 0 et une infinité de couples d'entiers q > 0 et p tels que
alors ξ est irrationnel.
Apéry part de la représentation de ζ(3) par la série
{\displaystyle \zeta (3)={\frac {5}{2}}\sum _{n=1}^{\infty }{\frac {(-1)^{n-1}}{n^{3}{\binom {2n}{n}}}}.}
Il définit alors une suite cn,k convergeant vers ζ(3) à la même vitesse que cette série par
{\displaystyle c_{n,k}=\sum _{m=1}^{n}{\frac {1}{m^{3}}}+\sum _{m=1}^{k}{\frac {(-1)^{m-1}}{2m^{3}{\binom {n}{m}}{\binom {n+m}{m}}}},}
puis deux autres suites an et bn ayant (à peu près) pour quotient cn,k par
{\displaystyle a_{n}=\sum _{k=0}^{n}c_{n,k}{\binom {n}{k}}^{2}{\binom {n+k}{k}}^{2}}
et
{\displaystyle b_{n}=\sum _{k=0}^{n}{\binom {n}{k}}^{2}{\binom {n+k}{k}}^{2}.}
La suite an/bn converge vers ζ(3) assez rapidement pour pouvoir appliquer le critère de Dirichlet, mais an n'est pas un entier si n > 2. Cependant, Apéry a montré que même après avoir multiplié an et bn par des entiers convenables, la convergence reste assez rapide pour garantir l'irrationalité de ζ(3).

## Autres preuves
L'année suivante, une autre démonstration fut trouvée par Frits Beukers (en), remplaçant les séries d'Apéry par des intégrales mettant en jeu les polynômes de Legendre (translatés) {\displaystyle {\widetilde {P_{n}}}(x)={P_{n}}(2x-1)}. Utilisant une représentation qui serait par la suite généralisée pour obtenir la formule de Hadjicostas-Chapman, Beukers montra que
{\displaystyle \int _{0}^{1}\int _{0}^{1}{\frac {-\ln(xy)}{1-xy}}{\widetilde {P_{n}}}(x){\widetilde {P_{n}}}(y)\,\mathrm {d} x\,\mathrm {d} y={\frac {A_{n}+B_{n}\zeta (3)}{\operatorname {ppcm} \left[1,\ldots ,n\right]^{3}}}}
pour certains entiers An et Bn (les suites  A171484 et  A171485 de l'OEIS). Intégrant par parties, en supposant que ζ(3) est le rationnel a/b, Beukers obtient l'inégalité
{\displaystyle 0<{\frac {1}{b}}\leq \left|A_{n}+B_{n}\zeta (3)\right|\leq 4\left({\frac {4}{5}}\right)^{n},}
ce qui est absurde puisque le membre de droite tend vers zéro et donc finit par être plus petit que 1/b.
Des démonstrations plus récentes de Wadim Zudilin (en) et de Yuri Nesterenko se rapprochent davantage des idées d'Apéry, construisant des suites qui tendent vers zéro, alors qu'elles sont minorées par 1/b si ζ(3) est le rationnel a/b. Ces démonstrations assez techniques font un usage important des séries hypergéométriques.

## Généralisations
Les preuves d'Apéry et Beukers peuvent être adaptées (et simplifiées) pour démontrer de même l'irrationalité de ζ(2) grâce à la relation
{\displaystyle \zeta (2)=3\sum _{n=1}^{\infty }{\frac {1}{n^{2}{\binom {2n}{n}}}}.}
Le succès de cette méthode a conduit à s'intéresser au nombre ξ5 tel que
{\displaystyle \zeta (5)=\xi _{5}\sum _{n=1}^{\infty }{\frac {(-1)^{n-1}}{n^{5}{\binom {2n}{n}}}}.}
Si ce nombre ξ5 était rationnel, ou même simplement algébrique, on pourrait en déduire que ζ(5) est irrationnel. Malheureusement, des recherches étendues (par ordinateur) ont échoué ; on sait par exemple que si ξ5 est un nombre algébrique de degré au plus 25, les coefficients de son polynôme minimal doivent être supérieurs à 10383 ; il ne semble donc pas possible d'étendre les résultats d'Apéry à d'autres valeurs de ζ(2n+1).
Cependant, beaucoup de mathématiciens travaillant dans ce domaine s'attendent à des avancées importantes dans un avenir proche. De fait, des résultats récents de Wadim Zudilin (en) et Tanguy Rivoal montrent qu'une infinité de nombres de la forme ζ(2n + 1) sont irrationnels, et même qu'au moins un des nombres ζ(5), ζ(7), ζ(9) et ζ(11) l'est. Ils utilisent des formes linéaires des valeurs de la fonction zêta, et des estimations de ces formes, pour borner la dimension d'un espace vectoriel engendré par ces valeurs. Les espoirs de réduire la liste de Zudilin à un seul nombre ne se sont pas concrétisés, mais cette approche constitue toujours une ligne de recherche active (il a été suggéré que cette question pourrait avoir des applications pratiques : ces constantes interviennent en physique pour décrire des fonctions de corrélation du modèle de Heisenberg).